# Ponte Dona Antónia Ferreira
A Ponte Dona Antónia Ferreira ou Ponte Ferreirinha vai ser uma ponte ferroviária e pedonal que vai unir Campo Alegre, no Porto, à Arrábida, em Vila Nova de Gaia, será integrada na Linha Rubi do metro do Porto, está previsto que será concluída até 2026 segundo a Câmara Municipal do Porto e o metro do Porto. Projetada pelo consórcio constituído pelas empresas, NOARQ (Arq. José Carlos Nunes de Oliveira ), Laboratório Edgar Cardoso (Eng. Filipe Vasques) e Arenas y Asosiados Ingeniería de Diseño S.L.P. ( Eng. Miguel Sacristan). Financiada, assim como a Linha Rubi, totalmente pelo Plano de Recuperação e Resiliência (PRR).
A ponte estará a uma cota de 70 metros acima da linha de água, e terá um vão principal de cerca de 430 metros em betão.
Todas as ambulâncias estarão autorizadas, em caso de emergência, a atravessar a futura ponte. Outros veículos prioritários, como é o caso de carros dos bombeiros, vão usufruir da mesma permissão. Estas exceções fazem parte do sistema de Proteção Civil e situações destas, apesar de raras, já aconteceram no tabuleiro superior da Ponte de Luís I.

## História
O nome foi escolhido por votação e estava em concurso contra 5 outros nomes: "Ponte Douro", "Ponte da Boa Viagem", "Ponte Engenheiro Joaquim Sarmento", "Ponte da União" e "Ponte da Boa Passagem". A escolha vencedora obteve 45% dos votos.